# La masía (Miró)
La masía es un cuadro realizado por el pintor catalán Joan Miró entre los años 1921 y 1922 después de su viaje a Paris. Utiliza la técnica de pintura al oleo. 
Constituye una especie de inventario de la masía que poseía su familia desde el año 1910 en la población de Montroig. El mismo Miró consideraba esta obra una pieza clave de su carrera artística, describiéndola como «un resumen de toda mi vida en el campo». Quería plasmar artísticamente todo lo que amaba del campo y metafóricamente expresar de alguna forma el transito de su vida. 
Está conservada en la National Gallery of Art, Washington D. C., donde fue donada por Mary Hemingway en 1987. Una copia de la obra se encuentra en la Fundación Joan Miró de Barcelona.
«I altra vegada Mont-roig m'acolli amb tota la seva claror i tota la seva vida. Aleshores vaig voler cloure tot aquell període meu que des de Mont-roig veia tan clar i vaig fer "La Masia"»

## Autor

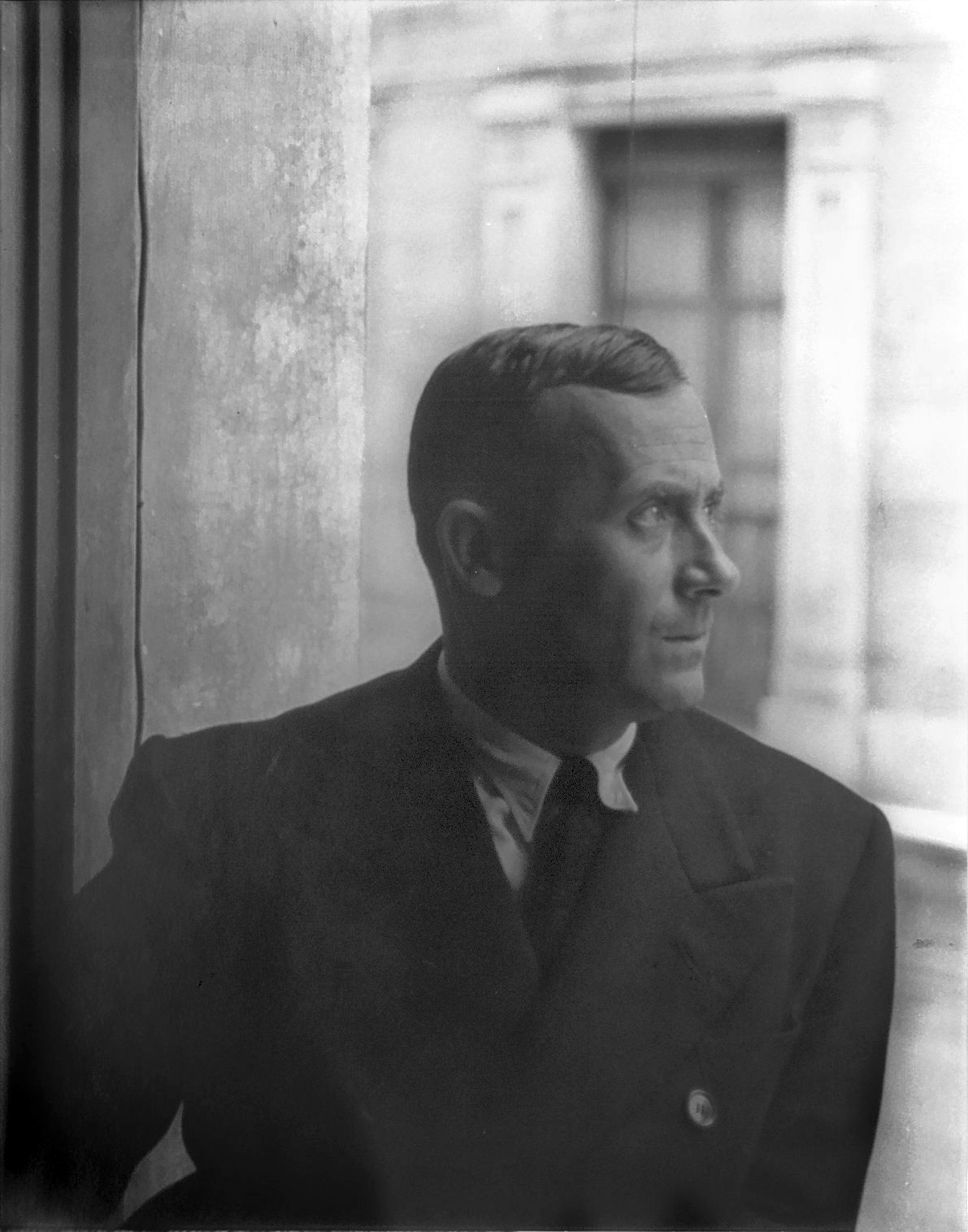
Joan Miró, Barcelona, 1935

Joan Miró nació el 20 de abril de 1893 en Barcelona, Cataluña, España. Fue hijo de un orfebre y relojero que desde joven mostró mucho interés por el arte. Estudió en la Escuela de Bellas Artes de la Llotja y más tarde en la Academia Galí en Barcelona donde comenzó a desarrollar su estilo. Inicialmente se ganaba la vida como contable pero en 1911 tubo una crisis de salud y su vida dio un giro drástico que hizo que se dedicase completamente a la pintura. Cuando se puso malo sus padres compraron el elemento protagonista de esta obra, la Masía. Miró, empezó a sentirse lleno, feliç de estar tan cerca de la plenitud del campo después de vivir en una ciudad tant caótica como era la Barcelona de la época. Joan Miró, muere el 25 de diciembre del 1983 en la Palma de Mallorca, donde vivió los últimos años de su vida.

## Historia

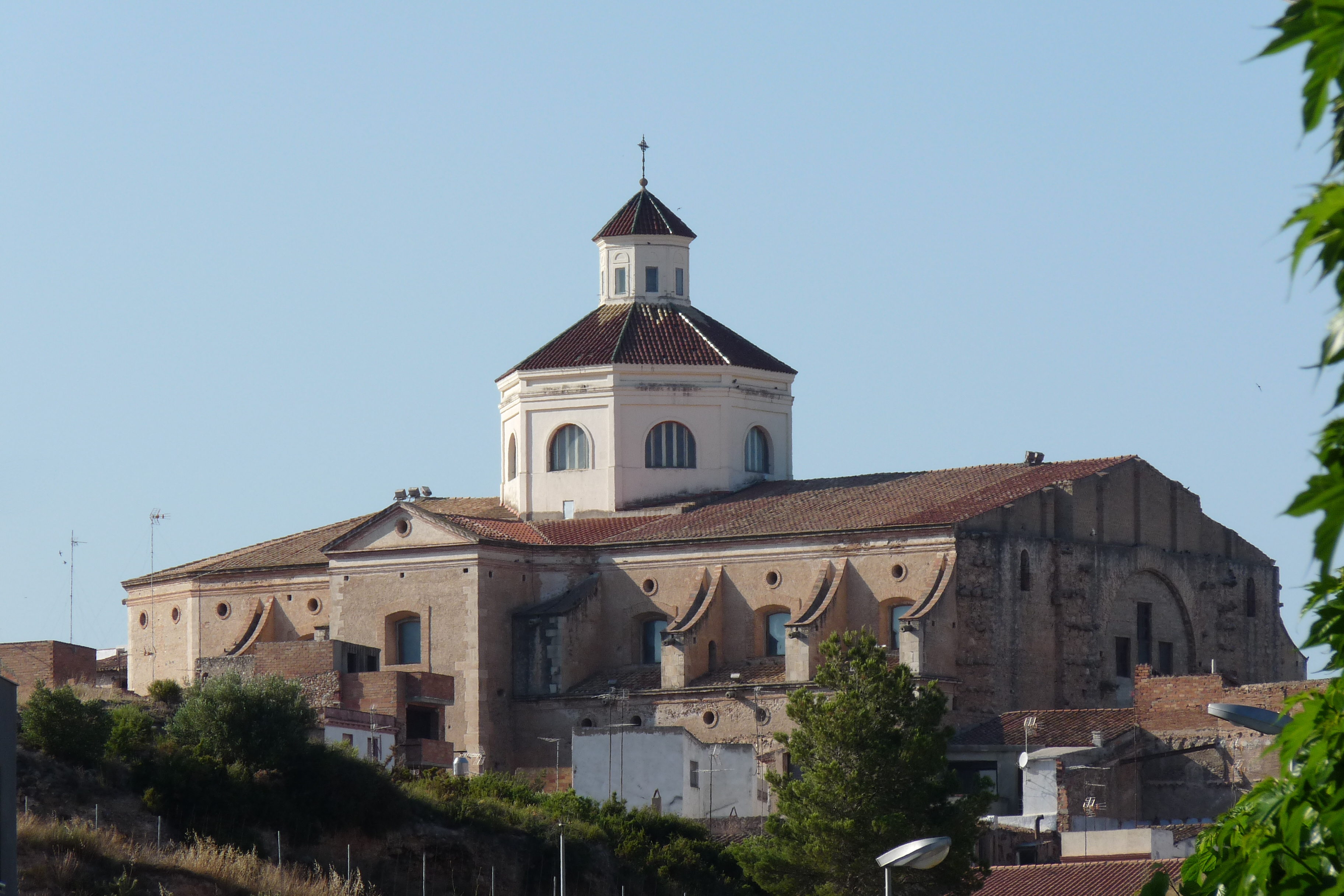
Iglesia de San Miguel en Montroig, pueblo donde se ubica La masía.

La Masía se enmarca en un momento de transición en la obra de Miró, en el que evolucionaba desde un estilo más figurativo hacia un lenguaje simbólico y surrealista. Este periodo coincidió con el esplendor de las Vanguardias artísticas en Paris. En este momento Miró empezó a relacionarse con grandes figuras como Pablo Picasso y los surrealistas liderados por André Breton.
Aunque el pintor nació en Barcelona, su vida particular y pictórica está relacionada con el mundo rural, especialmente el de la población de Montroig. Desde sus primeras obras ya muestra una influencia en los paisajes y personajes del mundo que visiona durante los veraneos en las tierras de Tarragona. Esta vinculación con la tierra se puede apreciar en las pinturas realizadas entre los años 1918 y 1924 como Huerto con asno (1918) o Montroig, la iglesia y el pueblo (1919). La obra de La masía la empezó en un verano al regreso del primer viaje de París en Montroig, la continuo en Barcelona y la acabó en París. Era una época en la cual Miró se había establecido en París e iba alternando con algunos viajes, sobre todo en el verano, a Montroig.
La observación de todo lo que le rodea y de las luces sobre las rocas y árboles, que cambiaban en determinados momentos por la luminosidad del sol, hacían que el artista se sintiera atado al elemento de la tierra, de la que dijo:

... es esencial tener los pies firmemente apoyados en la tierra para levantar el vuelo por el aire [...] cuando se pinta, se ha de caminar sobre la tierra, porque, a través de las extremidades, nos comunica su vigor.

En un sentido metafórico de Miró la tierra es uno de los puntos cruciales de su obra. Su universo personal se sublima en esta pintura. La composición esta organizada en franjas horizontales, muy inspirada en la pintura románica catalana. La aparente simplicidad de la técnica para hacer las formas utilizando colores básicos para representar objetos y animales es la clave en su estilo pictórico, que caracteriza su obra. A lo largo de su carrera ira refinando este aire naïf que presentas los objetos en cuanto entre en contacto con los surrealistas.
Finalizó esta pintura en París, ya que por esos años residía en la capital de Francia, donde ocupaba el estudio cedido por Pablo Gargallo y solo iba a pasar los veranos a la finca familiar en Montroig del Camp. Por necesidad económica, inició un recorrido entre marchantes para poder venderla. Léonce Rosenberg, que se ocupaba de las pinturas de Picasso, accedió a tenerla en depósito, y al cabo de algún tiempo y ante la insistencia de Miró, le sugirió al artista dividir la tela en trozos pequeños para que fuera más fácil su venta. Miró, enfadado, recogió la tela y se la llevó a su taller. Se hizo cargo de la pintura Jacques Viot, de la galería Pierre, que después de unos tratos se la vendió al escritor Ernest Hemingway por cinco mil francos. Hemingway escribió en 1934 en la revista Cahiers d'art:«No cambio La masía por ningún otro cuadro del mundo»
Miró utilizó posteriormente la zona de Montroig en otras obras, como Tierra labrada y Paisaje catalán (el cazador), que, junto con La masía, se puede ir observando en ellas la sucesión en la transformación de la formas figurativas en otras planas donde hay toda clase de simbología y grafismo.

### La historia por Miró
Miró fue el primer relator de la historia de su obra La masía:

¡Nueve meses de trabajo constante y pesado! ¡Nueve meses (curiosamente, los mismos de la gestación humana) cada día pintando en él y borrando y haciendo estudios y volviendo a destruir! La Masía fue el resumen de toda mi vida (espiritual y poética) en el campo. Desde un gran árbol a un pequeño caracolillo, quise poner todo lo que yo quería en el campo. Creo que es insensato dar más valor a una montaña que a una hormiga (y esto los paisajistas no lo saben ver) y por eso no dudaba de pasarme horas y horas para dar vida a la hormiga. Durante los nueve meses que trabajé en La Masía trabajaba siete u ocho horas diarias. Sufría terriblemente, bárbaramente, como un condenado. Borraba mucho. Y empezaba a deshacerme de influencias extranjeras para ponerme en contacto con Cataluña.[...] En París, al ponerme a trabajar de nuevo en el cuadro, comprendí enseguida que había algo que no funcionaba [...] no podía pintar las hierbas de Montroig a partir de las del bosque de Boulogne, y, para poder continuar el cuadro acabé pidiendo que me enviasen hierbas auténticas de Montroig dentro de un sobre. Llegaron todas secas, claro. Pero al menos, gracias a estas flores, pude continuar el trabajo.[...] Cuando la terminé ... no había manera de que ningún marchante se quedara con La Masía ni que quisiera mirarsela. Escribí a mucha gente y nada. Plandiura, a quien también se la ofrecí, no quiso saber nada. Finalmente Rosenberg, seguramente por compromiso con Picasso, aceptó tenerla en depósito en su casa [...] y se la dejé un puñado de tiempo [...] me hizo esta proposición: «Ya sabéis que en París actualmente la gente habita cámaras pequeñas y cada día más, debido a la crisis que se pasa [...] bien, pues por qué no hacemos algo? Podríamos hacer en ocho pedazos esta tela y venderla al por menor ...» Rosenberg hablaba en serio. Al cabo de un par de meses retiré esta tela de casa de Rosenberg y me la llevé al taller, conviviendo con ella en plena miseria.
Joan Miró

### Fundación Mas Miró[3]
El edificio de la masía perteneciente a la familia Miró, está declarado Bien de Interés Cultural desde el 2006. Después de unos años de tramitaciones entre diversos estamentos y los herederos de Joan Miró, se ha llegado a un acuerdo para realizar el proyecto de un museo activo, donde se exhibieran objetos personales del pintor además de la recreación de sus obras más importantes, entre ellas La masía, mediante unos grabados que presentan la calidad y textura de las pinturas al óleo del artista. Según declaraciones efectuadas por el nieto del artista, Emili Fernández Miró: «Además, tanto la Fundació de Barcelona como la familia cederemos obras originales. La masía está repleta de grafitis, que mi abuelo utilizaba como borradores para sus obras [...] queremos que sea un museo vivo. Iremos dotándolo con obras en rotación.»
La Fundación fue creada en 2013, es una entidad privada sin animo de lucro con la intención de exponer la vocación del artista, aumentar el valor del arista y darle la importancia que se merece. El presidente de la Fundación es Sr. Fran Morancho López. El objectivo es volver a darle a la masía un espacio de inspiración, conocimiento y reflexión entre la vida y la obra de Joan Miró. El artista declara tanta importancia a esta masia que se considera que es el mínimo homenaje que se puede hacer al artista: «Toda mi obra está concebida en Mont-roig»

## Descripción
La masía, es la obra cumbre de su época «detallista», realizada a los veintinueve años de edad y que James J. Sweeney consideró como «obra clave del desarrollo posterior del artista». Trabajó en ella durante nueve meses de dura elaboración; la relación mítica mantenida por Miró con la tierra, se resume en este cuadro, en el grafismo de carácter ingenuo y realista de todos los objetos, los animales son los domésticos, los vegetales son los que el hombre trabaja y los objetos son todos de uso diario y necesarios para el hombre. Estudia todos los detalles al mínimo, es lo que se llama «caligrafía mironiana» empleada por el artista también en otras pinturas como Mont-roig, la iglesia y el pueblo (1919), Retrato de niña (1918) o Huerto con asno (1918), punto de partida todas ellas para los siguientes años de su contacto con el surrealismo.
En la pintura se nota la familiaridad que todo lo representado tenía con Miró. Está realizada como un escenario donde se pueden apreciar las actividades propias de una masía y las características del edificio, de los objetos y animales. La definición clara de los dibujos consigue hace fácil el reconocimiento de todo sin producir ninguna confusión. Como si fuese un inventario se muestra un mulo, un caballo, unas gallinas, un perro, una cabra, un conejo, caracoles, lagartijas e insectos, la mayoría aislados y muchos de ellos colocados sobre algún objeto que los hace aparecer como expuestos sobre unas penas, esta posibilidad de unión entre objeto y animal es la pieza que según Braque «asegura su justificación» y consigue el movimiento entre el resto de los elementos representados de la obra. El edificio de la casa incluye las grietas y los desconchones en el revoque de las paredes. En el centro de la pintura se encuentra un gran eucaliptus que nace de un círculo negro que contrasta con el círculo blanco del cielo que representa el sol. Todos los elementos de esta pintura, animales y objetos, llegaron a ser prototipos en forma de símbolo que fueron apareciendo en diversas obras realizadas por Miró, por ejemplo uno de los más habituales es la escalera de mano que representa la evasión.
Relevando su detallismo, así como su esfuerzo por conservar lo nacional, Miró: “Desde un gran árbol a un pequeño caracolillo, quise poner todo lo que yo quería en el campo. Creo que es insensato dar más valor a una montaña que a una hormiga (y esto los paisajistas no lo saben ver) y por eso no dudaba de pasarme horas y horas para dar vida a la hormiga. Durante los nueve meses que trabajé en La Masía trabajaba siete u ocho horas diarias. Sufría terriblemente, bárbaramente, como un condenado. Borraba mucho. Y empezaba a deshacerme de influencias extranjeras para ponerme en contacto con Cataluña.[…]”
Joan Miró expresa con elementos que hacen referencia al huerto, al campo i a la agricultura, la emoción que siente por este lugar, como la naturaleza aporta un gran valor en su vida y significa un cambio drástico en como apreciar su vida. Es la representación artista del transito entre lo que quieren que seamos y en lo que tenemos que ser. 

### Opiniones
En ella surge totalmente el ideal mironiano, entroncado por un momento con la afirmación, que es súplica, de Maragall: ¿para qué otro cielo, si esta tierra es tan hermosa? El «error» que antes introducía su profunda sombra en el pensamiento del artista ha sido concitado por el instante. La Masia es el cielo terrestre. En ella, los gallos sostienen el lirismo, el árbol levanta la fuerza de los instintos para beber la luz astral, que no se sabe si viene del sol o de la luna. Todo transparenta sus muros y la claridad absoluta hace accesibles los misterios de lo insondablemente lejano que es lo inmediato. Cada raya es un soplo del espíritu, cada vértice una alegría, cada plano un mundo construido gozosamente para habitar en él. Hay una atmósfera de éxtasis taoísta en esa masía que coincide con la paz catalana de la tierra.
Juan-Eduardo Cirlot Laporta, Joan Miró

Miró, llevará a cabo, con una discreción perfecta y unos medios de increíble justeza, una experiencia poética y pictórica que lo elevará a los límites de la pintura y al corazón mismo de esta totalidad imaginaria, de esa verdadera surrealidad, que los surrealistas no llegaron a conocer y de la que sólo rozaron la periferia.
Jacques Dupin, Miró

Fue a través de este nuevo vocabulario de signos que Miró realizó finalmente su concepción poética del paisaje catalán, desligado de la política y de los debates sobre la situación cultural del arte moderno. En una época en que la vanguardia estaba sitiada y en que la idea del Mediterráneo era utilizada para reforzar posiciones políticas, ideológicas y retóricas, Miró intentaba consolidar un nuevo tipo de alianza entre forma y contenido en sus imágenes arquetípicas de una Cataluña primitiva. Con La masia, de 1921-1922, Miró puso al descubierto su propia masía (la interior o poética) del campo de Tarragona y catalogaba el contenido con una claridad y una precisión sin precedentes...
Robert Lubar, La Mediterrània de Miró: concepcions d'una identitat

Personalmente, no tengo ninguna duda en afirmar que La Masía representa para nuestra nación catalana lo mismo que El Guernica representa para nuestra plural España, por la singularidad y riqueza de los valores espirituales que ambas obras poseen y transmiten a los miembros de sus comunidades de origen y a los de toda la humanidad.
Saturnino Pesquero, Joan Miró: la intencionalidad oculta de su vida y obra